# بوكيمون فلم 2000
بوكيمون فيلم 2000 (بالإنجليزية: Pokémon the Movie 2000‎؛ باليابانية: 劇場版ポケットモンスター 幻のポケモン ルギア爆誕) أو بوكيمون الفيلم: ولادة البوكيمون الأسطوري لوغيا هوَ فيلم أنمي خيال وَمغامرات من إنتاج أو إل إم وويت استوديو. صدرَ بتاريخ 17 يوليو 1999. يعدُ ثاني فيلم مِن أفلام بوكيمون مِن إخراج كونيهيكو يوياما.

## قصة الفيلم
ينطلقُ آش كيتشام في مغامرة مع أصدقائه لإيقاف نهاية العالم. يحدث كسوف شمسي يوقظ لوغيا، وهو بوكيمون أسطوري قوي يُلقب بسيد البحار وَالذي يُعتبر الشخصية الرئيسية في الفيلم. كما تستيقظ أيضًا الطيور الأسطورية الثلاثة - أرتيكونو وَزابدوس وَمولتريس- بسبب الكسوف. يلتقي آش وَأصدقاؤه بـلوغيا وسطَ الفوضى وَيكتشفون أنه في مهمة لإعادة التوازن إلى العالم. يظهر بوكيمون يسافر عبر الزمن يُدعى سيليبي وَيحاول دعم لوغيا في مهمته. تخوضُ الطيور الأسطورية وَلوغيا معركة جبارة قد تدمّر الأرض. في النهاية، يتدخل آش ورفاقه وَيساعدون لوغيا في إيقاف الدمار. يسلط الفيلم الضوء على أهمية الصداقة وَالتعاون وَالفهم في مواجهة الشدائد.

## أنظر أيضًا
- بوكيمون
- كونيهيكو يوياما

## روابط خارجية
- بوكيمون فلم 2000  في قاعدة بيانات الأفلام على الإنترنت (بالإنجليزية)
- بوكيمون فيلم 2000 في قاعدة بيانات شبكة أخبار الأنمي
- بوكيمون فيلم 2000 في روتن توميتوز.